# Přírodovědecká fakulta Masarykovy univerzity
Přírodovědecká fakulta Masarykovy univerzity (PřF MU) je fakulta Masarykovy univerzity, která poskytuje vysokoškolské vzdělání v biologických, fyzikálních, chemických, matematických, geologických a geografických vědách a ve vyučování těmto vědám. Výuku v omezené míře zahájila na podzim 1920. V akademickém roce 1921/1922 probíhala výuka již v plné míře. Fakultě byly dočasně přiděleny budovy bývalého chudobince na Kotlářské ulici, avšak fakulta zde sídlí dodnes. S rozrůstáním fakulty začala být ovšem jejich kapacita nevyhovující, některé části se tedy musely umístit mimo komplex na Kotlářské ulici do různých provizorií (bývalá kasárna v Řečkovicích, univerzitní komplex Vinařská, Fakulta elektrotechniky VUT). Vzrůstající nároky na prostor a vybavení pracovišť vedly k výstavbě Univerzitního kampusu v Bohunicích.
Součástí stávajícího areálu v Kotlářské ulici je botanická zahrada přístupná veřejnosti.

## Historie

### Založení fakulty
Po zrušení univerzity v Olomouci v roce 1860, kde zůstala pouze teologická fakulta, vedla moravská i česká inteligence zápas o zřízení druhé české univerzity, a to na Moravě v Brně či v Olomouci. Na podporu vystupovala i pražská univerzita a obě technické školy.

Po vzniku Československa byl již druhý den zasedání Národního shromáždění 15. října 1918 podán návrh na zřízení druhé české univerzity. Hlavními protagonisty byl Karel Engliš a František Weyr. Návrh jako sídlo stanovil Brno a univerzita měla mít tři fakulty – lékařskou, právnickou a filozofickou. Školský výbor doporučil název Masarykova univerzita a na základě zkušeností ze zahraničí navrhl zřízení samostatné přírodovědecké fakulty. Návrh byl schválen jako zákon č. 50 (o zřízení druhé české univerzity) dne 28. ledna 1919 a přírodovědecká fakulta je tak nejstarší samostatnou fakultou v Česku.

### Období 1920–1939
První přednášky a praktika probíhaly v říjnu 1920 v posluchárnách mineralogie a geologie a v praktikách chemie na vysokém učení technickém. Výuku zahájil svou přednáškou profesor Matyáš Lerch. Prvním děkanem pro školní rok 1920–1921 byl zvolen profesor PhDr. et PhMr. Bohumil Kužma, který přešel z brněnské techniky a vyučoval obor anorganická chemie. Proděkanem byl mineralog Vojtěch Rosický. Fakultu navštěvovalo v tomto roce pouhých 9 posluchačů. Podle zákona měla být výuka zahájena v roce 1921/1922. Byly pro ni vybrány budovy městského chudobince mezi ulicemi Kounicova, Veveří a Kotlářská. Předpokládalo se provizorium na pět let a záměrem bylo co nejdříve budovat nové budovy pro ústavy fakulty.

Zeměpisné ústavy a antropologické ústavy byly umístěny mimo fakultu, v budově bývalé obchodní akademie na ulici Kounicova 38. Ostatní budovy byly v průběhu dvaceti let adaptovány na výuku a k stávajícím pavilonům přibyl pouze v květnu 1931 pavilon analytické chemie. Dalšímu rozšíření bránilo budování botanické zahrady.

První ústavy a přednášející profesoři:
- 1920–1921
  - Ústav matematiky – Matyáš Lerch (matematická analýza, do roku 1922), Ladislav Seifert (geometrie), Eduard Čech (algebra a analýza)
  - Ústav pro teoretickou fyziku – Bohuslav Hostinský
  - Ústav experimentální fyziky – Bedřich Macků (v té době starosta města Brna), Josef Zahradníček
  - Ústav pro teoretickou a fyzikální chemii – Antonín Šimek (výzkum krystalické struktury)
  - Ústav anorganické chemie – Bohumil Kužma
  - Ústav organické chemie – Josef Frejka
  - Ústav mineralogický – Vojtěch Rosický
  - Ústav geologický – Josef Woldřich, Břetislav Zahálka
  - Ústav zoologický – Jan Zavřel
- 1921–1922
  - Ústav analytické chemie – Jan Václav Dubský
  - Ústav botanický – Josef Podpěra (všeobecná a systematická botanika)
  - Ústav pro fyziologii rostlin – Vladimír Úlehla
- 1922–1923
  - Geografický ústav a seminář – František Koláček, František Vitásek (fyzický zeměpis)
- 1923–1924
  - Ústav astronomický – Bohumil Kladivo
  - Ústav antropologický – Vojtěch Suk
- 1934–1935
  - Ústav botaniky a fyziologie rostlin – Josef Podpěra

Ačkoli se zemská správa již v roce 1922 rozhodla vybudovat univerzitní areál na Kraví hoře a k 1. lednu 1923 byla dokonce zřízena stavební kancelář, byla podstatná část pozemků vykoupena až v roce 1926. Budovám fakulty byl vyčleněn v projektu Jindřicha Kumpošta a Bohuslava Fuchse prostor mezi Babákovým náměstím a ulicí Březinova. Vládní rada Bohumil Šele v důsledku hospodářské krize však navrhl ponechat fakultu v původním umístění a celá situace se nestačila, krom stavby právnické fakulty, vyřešit do počátku druhé světové války. Zamýšlený projekt výstavby nových fakultních budov byl realizován až kampusem v Bohunicích. Ve 30. letech musela fakulta bojovat o vlastní existenci při podání návrhu na její zrušení od Karla Kramáře. 

Od roku 1926 byly na fakultě udělovány čestné doktoráty, první v listopadu 1926 Františkovi Vejdovskému, profesoru zoologie na Karlově univerzitě. V roce 1929 byl titul udělen Alešovi Hrdličkovi, následoval Jan Bašta (sekční šéf ministerstva železnic), v roce 1938 Karel Petr (profesor matematiky na přírodovědecké fakultě v Praze), Bohumil Němec (botanik) a prvním zahraničním nositelem čestného doktorátu se stal americký botanik Francis Ernest Lloyd.
| 1920/1921 | 1921/1922 | 1922/1923 | 1923/1924 | 1924/1925 | 1925/1926 | 1926/1927 |
| --------- | --------- | --------- | --------- | --------- | --------- | --------- |
| 9         | 64        | 129       | 196       | 245       | 314       | 354       |
| 1927/1928 | 1928/1929 | 1929/1930 | 1930/1931 | 1931/1932 | 1932/1933 | 1933/1934 |
| 409       | 428       | 411       | 367       | 303       | 291       | 283       |
| 1934/1935 | 1935/1936 | 1936/1937 | 1937/1938 | 1938/1939 | 1939/1940 |           |
| 252       | 258       | 298       | 370       | 350       | 349       |           |

### Poválečná obnova
Budova zeměpisného a antropologického ústavu byla zcela zničena, náhradou dostala fakulta německou lidovou školu na Janáčkově náměstí. Budovy na Kotlářské ulici za války používala německá technika ke školským účelům a proto adaptace na výuku byla nejvhodnější. Shromáždilo se i vybavení knihoven a laboratoří. Za války zahynuli profesoři Bohumil Kladivo, František Koláček, Josef Sahánek, Antonín Šimek, Vojtěch Rosický a František Říkovský (všichni v Mauthausenu), kde byl umučen i docent Bohuslav Hrudička a asistent Vladimír Krist.
Pro výuku zbylo jedenáct profesorů, 4 mimořádní profesoři (tři z nich získali řádnou profesuru) a 14 soukromých docentů. Již k 1. říjnu 1945 bylo jmenováno 7 mimořádných profesorů (František Toul, Josef Babička, Vladimír Knichel, Josef Sekanina, Josef Novák, Jan Krejčí, Jaromír Hadáček) a potvrzeno bylo 5 soukromých docentů. V letním semestru měla fakulta 528 posluchačů, ve školním roce 1945/46 již 718. Novým oborem bylo od 1. prosince 1945 dvouleté studium farmacie. Řada vyučujících měla podíl na vybudování pedagogické fakulty vzniklé v roce 1946 či pomáhali jiným univerzitám (Olomouc, Bratislava). K ubytování studentům sloužily Kounicovy koleje, dívčí studentský dům na ulici Mučednická, dívčí kolej Jana Opletala (Tvrdého 7) a částečně kolej Sušilova.
Pro výuku měla fakulta 17 ústavů – Matematika, Teoretická fyzika, Geografie, Astronomie, Experimentální fyzika, Teoretická a fyzikální chemie, Anorganická chemie, Analytická chemie, Organická chemie, Mineralogie a petrografie, Geologie, Zoologie, Antropologie, Všeobecná a systematická botanika, Fyziologie rostlin a mikrobiologie, Farmaceutická chemie, Farmaceutická botanika. V roce 1946 přibyl ústav biochemie. Zákonem č. 190/48 Sb. bylo k 28. červenci obecně studium farmakologie přiřazeno k lékařským fakultám.

### Padesátá a šedesátá léta 20. století
Po sovětském vzoru byly v letech 1950–51 všechny ústavy nahrazeny katedrami jako nadstavbovými orgány. Protože se nepokládala za vhodné úzká specializace, ale naopak široký obzor vzdělání, vzniklo pouze šest odborných kateder:
- katedra matematiky
- katedra fyziky
- katedra chemie
- katedra biologie
- katedra geologie
- katedra geografie

a chybět nemohla katedra marxismu-leninismu. Studium astronomie bylo přesunuto do Prahy, astronomický ústav však fungoval i nadále. Od roku 1952 byly učitelské obory převedeny na pedagogickou fakultu, v roce 1956 bylo však učitelské studium v dvoupředmětných kombinacích znovu otevřeno. Podařilo se zabránit i přesunutí zejména biologických směrů do Olomouce (argumentem bylo užší sepětí se zemědělstvím).

Na základě ministerských výnosů byli studenti striktně rozděleni do ročníků, ve výuce byl vypracován přesný sled přednášek, seminářů a cvičení, jejichž návštěva byla povinnou. Systém dvou státních zkoušek byl nahrazen dílčími zkouškami a závěrečnou zkouškou, jejíž součástí byla obhajoba diplomové práce. Od semestru 1948/49 byla zavedena povinná výuka společenských věd a od roku 1952 vojenská příprava. Při přijímacích pohovorech se uplatňovala třídní politická hlediska, převládající do konce 50. let. Fakulta jako první zahájila soutěž tvořivosti mládeže. 

Reforma školské soustavy v roce 1953 zrušila tradiční tituly absolventů a stanovila délku studia jako pětileté. Od roku 1954 vydávala fakulta časopis Spisy Přírodovědecké fakulty Masarykovy univerzity, od roku 1955 probíhaly obhajoby kandidátských prací. Astronomický ústav se podílel na vybudování a zřízení observatoře na Kraví hoře. Na základě usnesení ÚV KSČ z dubna 1959 „O těsném spojení školy se životem“ se posluchači povinně účastnili praxe v Závodech Jana Švermy. 

Celkově příznivá byla věková skladba pedagogického sboru, jak ukazuje tabulka věku úspěšných uchazečů o jmenovací a habilitační řízení. Jedním z nejmladších profesorů se stal Ludvík Sommer, který se v roce 1958 habilitoval v oboru analytická chemie a již po šesti letech byl jmenován profesorem.
| Období       | mladší 29 let | 30–39 let | 40–49 let | 50 a starší |
| ------------ | ------------- | --------- | --------- | ----------- |
| 20.-30. léta | 0             | 60        | 32        | 8           |
| 50. léta     | 5             | 38        | 42        | 15          |
| 60. léta     | 4             | 61        | 25        | 10          |

V průběhu padesátých let se dále specializovala výuka a začaly vznikat nové obory a katedry. Postupně vznikly
- v roce 1952/53
  - katedra naftové geologie (fungovala do roku 1957)
  - katedra dialektického a historického materialismu
  - katedra botaniky
  - katedra zoologie a antropologie
- v roce 1953/54
  - katedra teoretické a fyzikální chemie
  - katedra anorganické chemie
  - katedra analytické chemie
  - katedra organické chemie (do roku 1962 + biochemie)
  - katedra geologie a paleontologie
  - katedra mineralogie a petrografie
- v roce 1954/55
  - katedra fyziologie rostlin, mikrobiologie a genetiky
- v roce 1957/58
  - katedra fyziologie rostlin a genetiky
  - katedra mikrobiologie
- v roce 1959/60
  - katedra algebry a geometrie
  - katedra experimentální fyziky
  - katedra teoretické fyziky a astronomie
- v roce 1961/62
  - katedra fyziky pevné fáze
  - katedra elektroniky a vakuové fyziky
- v roce 1962/63
  - katedra jazyků
  - katedra biochemie
  - katedra srovnávací fyziologie a obecné zoologie
  - katedra biofyziky
- v roce 1963/64
  - katedra těleské výchovy
  - katedra matematické analýzy
  - katedra numerické matematiky
- v roce 1964/65
  - katedra makromolekulární chemie
- v roce 1967/68
  - katedra politické ekonomie

Celkem bylo zřízeno do roku 1968 22 odborných kateder a v roce 1966 na fakultě působilo 186 pedagogů.

Na základě vládního nařízení č. 120/1960 byla Masarykova univerzita od 3. října 1960 přejmenována na Univerzitu Jana Evangelisty Purkyně. Pod novým názvem univerzity ve školním roce 1960–1961 měla fakulta 140 pedagogů, z toho 13 profesorů a 14 docentů. Řešeny byly 2 státní úkoly, 23 resortních 14 fakultních. Součástí byla dvě specializovaná pracoviště – laboratoř fyziky a laboratoř fyziologie a anatomie rostlin a dále externí katedra makromolekulární chemie při Ústavu makromolekulární chemie a katedra muzeologie pro filozofické a přírodovědné obory. Sloučením sbírky bakterií katedry mikrobiologie a mikroorganismů Mikrobiologického ústavu ČSAV vznikla Československá sbírka mikroorganismů. Od 1. září 1962 byla zřízena na fakultě samostatná katedra jazyků.

Závěry XII. sjezdu KSČ, konaného v roce 1962, zdůraznily potřebu růstu počtu posluchačů přírodovědeckých (a technických) oborů a fakulta se měla s výhledem do roku 1980 stát největší fakultou v rámci univerzity, přičemž veškeré učitelské obory měly být převedeny do Olomouce. Záměr byl však v roce 1963 odmítnut oborovou komisí Státního výboru pro vysoké školy. Nový plán rozvoje do roku 1980 byl vědeckou radou fakulty schválen v červnu 1967.
| 1945      | 1945/1946 | 1946/1947 | 1947/1948 | 1948/1949 | 1949/1950 | 1950/1951 | 1951/1952 |
| --------- | --------- | --------- | --------- | --------- | --------- | --------- | --------- |
| 528       | 735       | 717       | 781       | 786       | 569       | 458       | 543       |
| 1952/1953 | 1953/1954 | 1954/1955 | 1955/1956 | 1956/1957 | 1957/1958 | 1958/1959 | 1959/1960 |
| 586       | 637       | 575       | 604       | 613       | 651       | 768       | 748       |
| 1960/1961 | 1961/1962 | 1962/1963 | 1963/1964 | 1964/1965 | 1965/1966 | 1966/1967 |           |
| 819       | 827       | 828       | 943       | 954       | 1125      | 1129      |           |

### Sedmdesátá léta 20. století
Jejich počátek byl poznamenán stranickými prověrkami vyučujících před politicko-výchovnými komisemi, odstraněním liberalizace ve studiu a integrací kateder. Veškerou publikační činnost měla na starosti nově vzniklá společná redakční rada. Geografické obory zasáhla smrt profesorů Františka Vitáska a Otokara Šlampy v roce 1973, v roce 1971 zemřel vedoucí katedry geologie a paleontologie doc. Jiří Tejkal a v témže roce zemřel doc. Miroslav Novotný z katedry mineralogie a petrografie. Výrazně poklesl počet přijatých studentů, o přijetí rozhodoval i třídní původ.
| 1969    | 1970    | 1971   | 1972    | 1973    | 1974    | 1975    |
| ------- | ------- | ------ | ------- | ------- | ------- | ------- |
| 458/236 | 495/149 | 187/99 | 211/154 | 279/153 | 272/155 | 264/219 |

Přihlášky bylo možno podat na učitelské kombinace matematika-deskriptivní geometrie, matematika-fyzika, matematika-chemie, biologie-chemie, matematika-výtvarná výchova (do roku 1976/1977), matematika-biologie a matematika-zeměpis (obě do roku 1978/1979), fyzika-geologie (do roku 1979/1980) či na odborné studium matematiky, matematické informatiky, fyziky, chemie, biologie, geologie a geografie. Ke zkvalitnění výuky vzniklo didaktické oddělení při katedře matematiky, kabinet didaktiky biologie a oddělení didaktiky chemie. Ze 7 biologických kateder zůstaly v roce 1975 pouhé 3, sloučením katedry numerické matematiky a katedry matematických strojů v roce 1970 vznikla katedra aplikované matematiky, jejíž výpočetní středisko bylo vybaveno číslicovým počítačem MSP2A a analogovým AP4. V roce 1972 byla ke katedře fyziky pevných látek připojena laboratoř fyziky, ke katedře anorganické chemie pak v roce 1973 bylo připojeno oddělení radiochemie. Z kateder zoologie a antropologie, srovnávací fyziologie a obecné zoologie a hydrobiologické laboratoře vznikla jediná katedra biologie živočichů a člověka. V roce 1975 bylo na fakultě 13 profesorů, 35 docentů a 97 odborných asistentů. Změny v odborném studiu i učitelských kombinacích přinesly zejména nové učební plány od roku 1976.
Přehled kateder (v roce 1975):
- katedra matematické analýzy
- katedra algebry a geometrie
- katedra aplikované matematiky
- katedra obecné fyzika a didaktiky fyziky
- katedra fyziky pevné fáze
- katedra fyzikální elektroniky
- katedra teoretické fyziky a astrofyziky (do roku 1973 astronomie)
- katedra anorganické chemie
- katedra analytické chemie
- katedra teoretické a fyzikální chemie
- katedra organické chemie
- katedra biochemie
- katedra biologie rostlin
- katedra biologie živočichů a člověka
- katedra mikrobiologie, genetiky a biofyziky
- katedra geologie a paleontologie
- katedra mineralogie a petrografie
- katedra geografie[10]

| 1975/1976 | 1976/1977 | 1977/1978 | 1978/1979 | 1979/1980 |
| --------- | --------- | --------- | --------- | --------- |
| 504       | 602       | 600       | 768       | 851       |
| 1980/1981 | 1981/1982 | 1982/1983 | 1983/1984 | 1984/1985 |
| 935       | 956       | 972       | 872       | 731       |

### Osmdesátá léta 20. století
Negativním zásahem do kvality výuky byl nový zákon č. 39/1980 Sb., o vysokých školách, na jehož základě byli jmenováni děkani a vedoucí kateder na dobu 5 let (z původních 3 let) s možností prodloužení na další období. U docentů byla vynechána podmínka obhájit doktorát věd (postačil titul kandidát věd) a zanikl titul mimořádný profesor (nadále pouze řádný profesor). Absolventi mohli získat doktorský titul bez vykonání rigorózní zkoušky, která byla pouze ústní, pokud vykonali s výborným prospěchem závěrečnou zkoušku a celé studium absolvovali s vyznamenáním.

Program činnosti fakulty v druhé polovině 80. let byl dán závěry 17. sjezdu KSČ, a to s výhledem do roku 2000. V roce 1987 vyučovalo 24 profesorů, 40 docentů, 100 odborných asistentů, 5 asistentů a 80 externích vyučujících. „Byly inovovány světonázorové projekty kateder“ a vznikly nové učební plány. Dvouoborové učitelské kombinace byly chemie-fyzika, fyzika-výpočetní technika, matematika-biologie, matematika-chemie, matematika-fyzika a matematika-zeměpis. Odbornými obory byly matematická analýza, teoretická kybernetika, matematická informatika, teorie systémů, fyzika pevných látek, fyzikální elektronika a mikroelektronika, fyzikální elektronika a optika, geochemie, základní a ložisková geologie, užitá geofyzika, inženýrská geologie a hydrogeologie, fyzikální geografie a kartografie, analytická chemie, anorganická chemie, organická chemie, fyzikální chemie, biochemie, obecná biologie, speciální biologie a ekologie a molekulární biologie a genetika. V roce 1986 bylo přijato ke studiu 299 posluchačů, v roce 1987 312. V tomto roce studovalo na fakultě celkem 1296 posluchačů. Prioritními obory byly biotechnologie, elektronika, nové materiály a ochrana a tvorba životního prostředí. 

Studenti při zaměstnání si mohli vybrat z 8 odborných oborů a 6 učitelských kombinací. Postgraduální studium bylo v 6 odborných oborech a 6 učitelských kombinacích. V roce 1980 bylo vyčleněno z katedry aplikované matematiky výpočetní středisko a převedeno pod nově zřízený celouniverzitní Ústav výpočetní techniky. Specializovaná učebna výpočetní techniky byla zřízena v září 1987, vybavená 20 ks mikropočítačů IQ151 a TNS. Ke katedře obecné a molekulární biologie byla připojena laboratoř elektronové mikroskopie, společná s ÚSEB ČSAV.

Katedry v roce 1985:
- matematická analýza
- algebra a geometrie
- aplikovaná matematika
- matematika (od 1.9.1982), výuka vedena i pro pedagogickou fakultu
- obecná fyzika (od 1.9.1980), dříve katedra obecné fyziky a didaktiky fyziky, vyučující didaktiky přešli na pedagogickou fakultu
- fyzikální elektronika (do roku 1982 odbor elektronika a vakuová fyzika, od roku 1982 fyzikální elektronika a optika)
- fyzika pevné fáze
- teoretická fyzika a astrofyzika
- analytická chemie
- teoretická a fyzikální chemie
- anorganická chemie (včetně výuky jaderné chemie)
- organická chemie
- biochemie
- biologie rostlin (se specializacemi cytologie, anatomie a morfologie rostlin, fyziologie rostlin, taxonomie a geobotanika), v ohrožení se ocitla botanická zahrada, která byla dle plánu rozvoje dopravy vytipována jako vhodná lokalita pro stanici podzemní tramvaje
- biologie živočichů a člověka (oddělení systematické zoologie, parazitologie, hydrobiologie a antropologie), od 1.9.1983 přešlo oddělení obecné zoologie a fyziologie živočichů na katedru obecné a molekulární biologie)
- mikrobiologie a genetika (od 1.9.1980), z původní katedry mikrobiologie, genetiky a molekulární biologie, od roku 1983 přešlo pracoviště molekulární biologie na katedru obecné a molekulární biologie
- obecné a molekulární biologie (od 1.7.1983) – z pracovišť obecné biologie, molekulární biologie a fyziologie živočichů
- ochrana a tvorba životního prostředí (od 1.7.1983), celouniverzitní koordinační centrum
- obecná a molekulární biologie
- geologie a paleontologie s obory geologie, základní a ložisková geologie, hydrogeologie, inženýrská geologie a geofyzika
- mineralogie a petrografie
- geografie s obory fyzická geografie, ekonomická a regionální geografie[12]

## Organizační struktura fakulty
Základními organizačními jednotkami jsou ústavy v čele s ředitelem (vedoucí zaměstnanec fakulty) ústavu, děkanát a jiná pracoviště. Ředitel ústavu je vybrán na základě výběrového řízení, vyhlášeného děkanem, po vyjádření vědecké rady a senátu, jeho funkční období je 2–4 roky. Hospodářským (vede mzdovou, ekonomickou a účetní agendu), správním (personální agenda, agenda zahraničních styků) a administrativním (matrika studentů, evidence jejich studia) útvarem fakulty je děkanát. Jiná pracoviště zajišťují specifické činnosti fakulty, řídí je přímo děkan a o jejich zřízení (zrušení) rozhoduje na návrh děkana senát.
Fakulta je podle zaměření různých oborů rozdělena na následující ústavy:
- Ústav matematiky a statistiky
- Ústav fyziky kondenzovaných látek
- Ústav fyziky a technologií plazmatu[13]
- Ústav teoretické fyziky a astrofyziky
- Ústav chemie
- Ústav biochemie
- Výzkumné centrum pro chemii životního prostředí a ekotoxikologii
- Národní centrum pro výzkum biomolekul
- Ústav antropologie
- Ústav botaniky a zoologie
- Ústav experimentální biologie
- Geografický ústav
- Ústav geologických věd

## Studijní obory
V akademickém roce 2008/09 bylo možno studovat v těchto programech a oborech:
| - studijní program Biologie - obor Buněčná a molekulární diagnostika - obor Obecná biologie - zaměření Fyziologie rostlin, Fyziologie živočichů, Mikrobiologie a Ekotoxikologie - obor Molekulární biologie a genetika - obor Systematická biologie a ekologie - zaměření Botanika a Zoologie - obor Matematická biologie - obor Biologie se zaměřením na vzdělávání - studijní program Antropologie - obor Antropologie - studijní program Chemie - obor Chemie pro víceoborové studium - obor Chemie konzervování-restaurování - obor Analytický chemik - manažer chemické laboratoře - obor Chemie se zaměřením na vzdělávání - obor Biofyzikální chemie - studijní program Biochemie - obor Biochemie - obor Bioinformatika a chemoinformatika - studijní program Aplikovaná biochemie - obor Aplikovaná biochemie - studijní program Fyzika - obor Fyzika - obor Biofyzika - obor Fyzika se zaměřením na vzdělávání - obor Fyzika pro víceoborové studium | - studijní program Aplikovaná fyzika - obor Astrofyzika - obor Lékařská fyzika - studijní program Matematika - obor Obecná matematika - obor Finanční a pojistná matematika - obor Ekonomie + Aplikovaná matematika pro víceoborové studium - obor Statistika a analýza dat - obor Modelování a výpočty - obor Matematika se zaměřením na vzdělávání - studijní program Geologie - obor Geologie - obor Geologie pro kombinaci s archeologií - obor Geologie pro víceoborové studium - obor Geologie se zaměřením na vzdělávání - studijní program Geografie a kartografie - obor Geografie - obor Geografická kartografie a geoinformatika - obor Geografie a kartografie se zaměřením na vzdělávání - studijní program Aplikované geografie - obor Geoinformatika a regionální rozvoj - obor Geoinformatika a trvalá udržitelnost |

| - studijní program Antropologie - obor Antropologie - směr Fyzická antropologie a Sociokulturní antropologie - studijní program Biologie - obor Buněčná a molekulární diagnostika - obor Obecná biologie - zaměření Fyziologie rostlin, Fyziologie živočichů, Mikrobiologie a Ekotoxikologie - obor Molekulární biologie a genetika - obor Systematická biologie a ekologie - zaměření Botanika a Zoologie - obor Matematická biologie - obor Učitelství biologie pro střední školy - studijní program Chemie - obor Chemie - obor Chemie pro víceoborové studium - obor Chemie konzervování-restaurování - obor Analytický chemik - manažer chemické laboratoře - obor Chemie se zaměřením na vzdělávání - studijní program Chemie - obor Analytická chemie - obor Anorganická chemie - obor Chemie životního prostředí - obor Fyzikální chemie - obor Makromolekulární chemie - obor Organická chemie - obor Chemie konzervování-restaurování - obor Učitelství chemie pro střední školy - studijní program Biochemie - obor Biochemie - obor Analytická biochemie - obor Biomolekulární chemie - obor Genomika a proteomika | - studijní program Fyzika - obor Fyzika kondenzovaných látek - obor Fyzika plazmatu - obor Teoretická fyzika - směr Teoretická fyzika a Astrofyzika - obor Biofyzika - směr Molekulová biofyzika a Aplikovaná biofyzika - obor Učitelství fyziky pro střední školy - studijní program Matematika - obor Matematická analýza - obor Geometrie - obor Algebra a diskrétní matematika - obor Logika - obor Matematické modelování a numerické metody - obor Matematika s informatikou - obor Finanční matematika - obor Statistika a analýza dat - obor Ekonomie + aplikovaná matematika pro víceoborové studium - obor Učitelství matematiky pro střední školy - studijní program Geologie - obor Geologie - studijní program Geografie a kartografie - obor Fyzická geografie - obor Geografická kartografie a geoinformatika - obor Regionální geografie a regionální rozvoj - obor Sociální geografie - obor Učitelství geografie a kartografie pro střední školy |

| - studijní program Biochemie - obor Biochemie - obor Biomolekulární chemie - obor Genomika a proteomika - studijní program Biologie - obor Anatomie a fyziologie rostlin - obor Antropologie - obor Botanika - obor Ekologie - obor Ekotoxikologie - obor Fyziologie živočichů - obor Genomika a proteomika - obor Hydrobiologie - obor Mikrobiologie - obor Molekulární a buněčná biologie - obor Obecná a molekulární genetika - obor Parazitologie - obor Zoologie - studijní program Chemie - obor Analytická chemie - obor Anorganická chemie - obor Fyzikální chemie - obor Chemie životního prostředí - obor Materiálová chemie - obor Organická chemie chemie - studijní program Fyzika - obor Fyzika pevných látek - obor Fyzika plazmatu - obor Mechanické vlastnosti pevných látek - obor Teoretická fyzika a astrofyzika - obor Vlnová a částicová optika - obor Obecné otázky fyziky - obor Biofyzika - studijní program Matematika - obor Algebra, teorie čísel a matematická logika - obor Geometrie, topologie a globální analýza - obor Matematická analýza - obor Obecné otázky matematiky - obor Pravděpodobnost, statistika a matematické modelování - studijní program Geologie - obor Geologické vědy se zaměřením - studijní program Geografie - obor Fyzická geografie - obor Kartografie, geoinformatika a DPZ - obor Regionální geografie a regionální rozvoj |

## Orgány fakulty

### Senát
Dvoukomorový senát, tvořený komorou akademických pracovníků v počtu 15 členů a komorou studentů (12 členů) s nejvýše tříletým funkčním obdobím, je samosprávným zastupitelským akademickým orgánem. Volba akademických pracovníků je rozložena do pěti obvodů, aby bylo zajištěno rovnoměrné zastoupení jednotlivých vědních oborů.

### Děkan
V čele fakulty stojí děkan, který je za svou činnost přímo odpovědný rektorovi univerzity, který ho také na návrh senátu jmenuje na čtyřleté volební období, přičemž stejná osoba může být jmenována nejvýše dvě po sobě bezprostředně jdoucí funkční období. Děkan po vyjádření senátu jmenuje a odvolává proděkany, po schválení vědeckou radou jmenuje a odvolává členy zkušebních komisí, pro projednání se senátem a radou jmenuje a odvolává ředitele jednotlivých ústavů. Děkan předsedá vědecké radě. Poradním orgánem děkana je kolegium, popř. další orgány, které může dle potřeby děkan zřídit.

### Vědecká rada
Jednotliví členové rady, z nichž nejméně třetina je z odborníků mimo akademickou obec MU, jsou jmenováni či odvoláváni děkanem po schválení senátem. Členové Vědecké rady jsou významní představitelé všech vědních oborů, v nichž fakulta uskutečňuje vzdělávací a výzkumnou nebo vývojovou činnost.

### Disciplinární komise
Šestičlenná komise (tři z členů jsou studenti) je jmenována na nejvýše dva roky z řad členů akademické obce fakulty.

### Tajemník
Děkan jmenuje (a odvolává) tajemníka, který je mu přímo podřízen a odpovídá mu za svou činnost, na základě výběrového řízení. Činností tajemníka je řízení vnitřní správy a hospodaření fakulty.

## Insignie
Děkanský řetěz s medailí, raženou v kremnické mincovně, pocházejí z roku 1936. Pro lícovou stranu medaile autora Otakara Španiela bylo vybráno poprsí Řehoře Jana Mendela, na reverzu je heslo „IN NATURA SPES ET VERITAS“ (v přírodě je naděje a pravda) s datem 1920–1935, pod ním je lipová ratolest. V horní polovině je slunce se třemi hvězdami na každé straně.

Hlavice žezla z roku 1938, dlouhého 111 cm, představuje slunce (zlatá koule s paprsky), po jehož levé straně je kometa s ohonem mířícím vzhůru. Na prstenci je zobrazen měsíc s hvězdou. Dřík žezla, jehož autory jsou Václav Rada a Ladislav Bartončík, zdobí vltavíny. K slavnostnímu předání insignií došlo 15. prosince 1938. Válku přečkaly společně s insigniemi dalších fakult a rektorátu v trezorech Hypoteční a zemědělské banky moravské.

### Symbol fakulty
Ve znaku fakulty je zobrazena dvojitá šroubovice ve tvaru písmene Y, která symbolizuje představu o replikaci
DNA. Vnitřní kružnici zdobí kruhový nápis „SCIENTIA EST POTENTIA“ (Poznání je síla), dolní a horní část vnější kružnice tvoří nápisy „UNIVERSITAS MASARYKIANA BRUNENSIS“ a „FACULTAS RERUM NATURALIUM“.

### Logo a barva
Barva fakulty je zelená (Pantone 354 C).

## Kulturní ohlasy
- Na Masarykově univerzitě, pravděpodobně právě na Přírodovědecké fakultě, pracoval Dr. Radek Zelenka – hrdina seriálu Hvězdná brána: Atlantida (ztvárněný Čecho-Kanaďanem Davidem Nyklem) – předtím než se stal členem vesmírné expedice Atlantis. V desátém díle třetí řady, po znovuobsazení Atlantidy Lanteany, uvažuje o návratu domů a přijetí nabízeného místa na Masarykově univerzitě.[17][18]

## Galerie

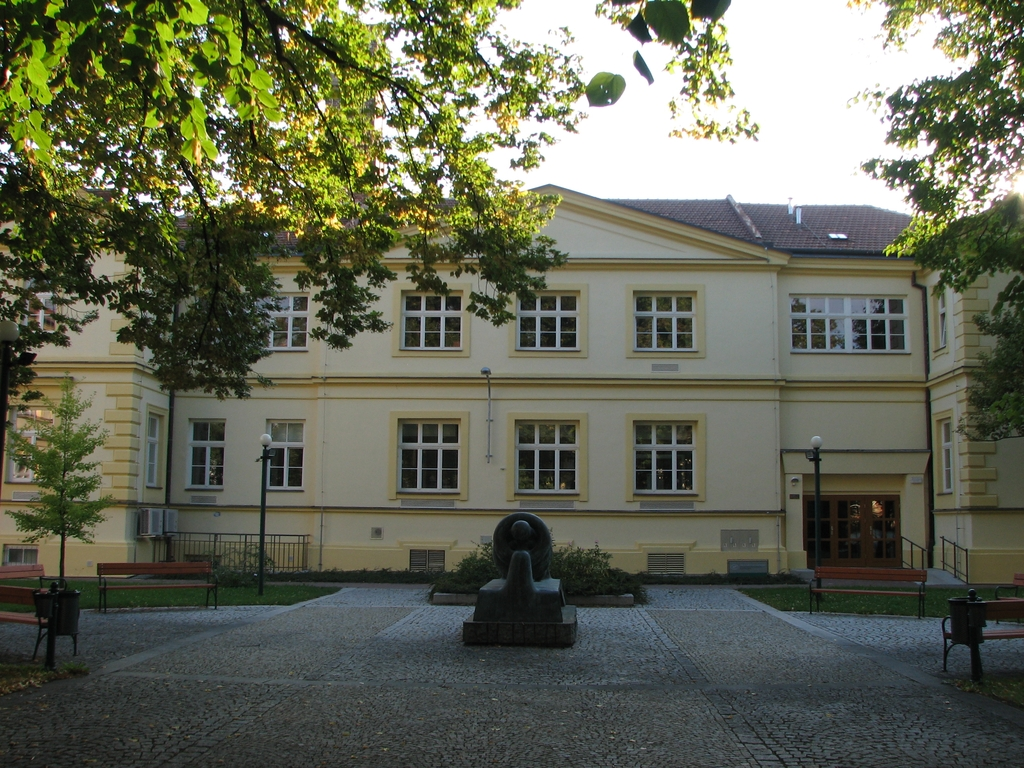
Dvůr fakulty
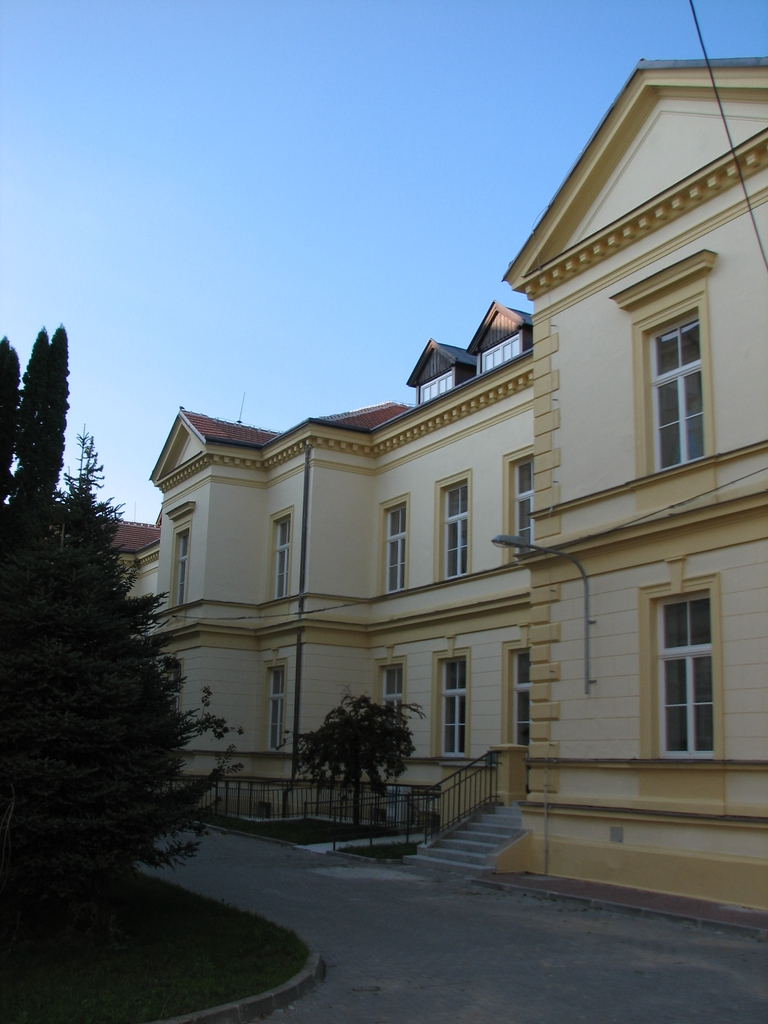
Dvůr fakulty
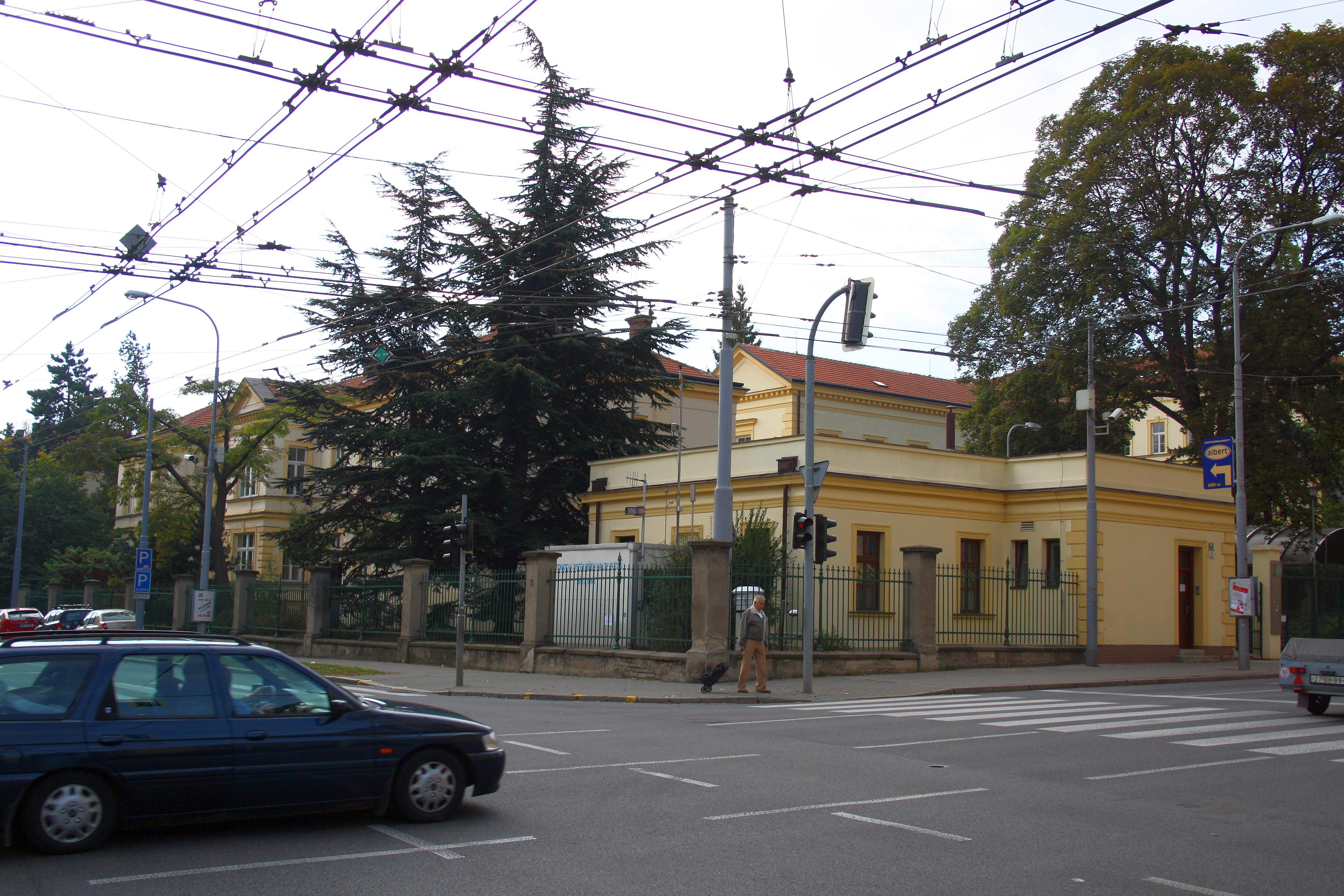
Pohled na budovy fakulty z Kounicovy ulice
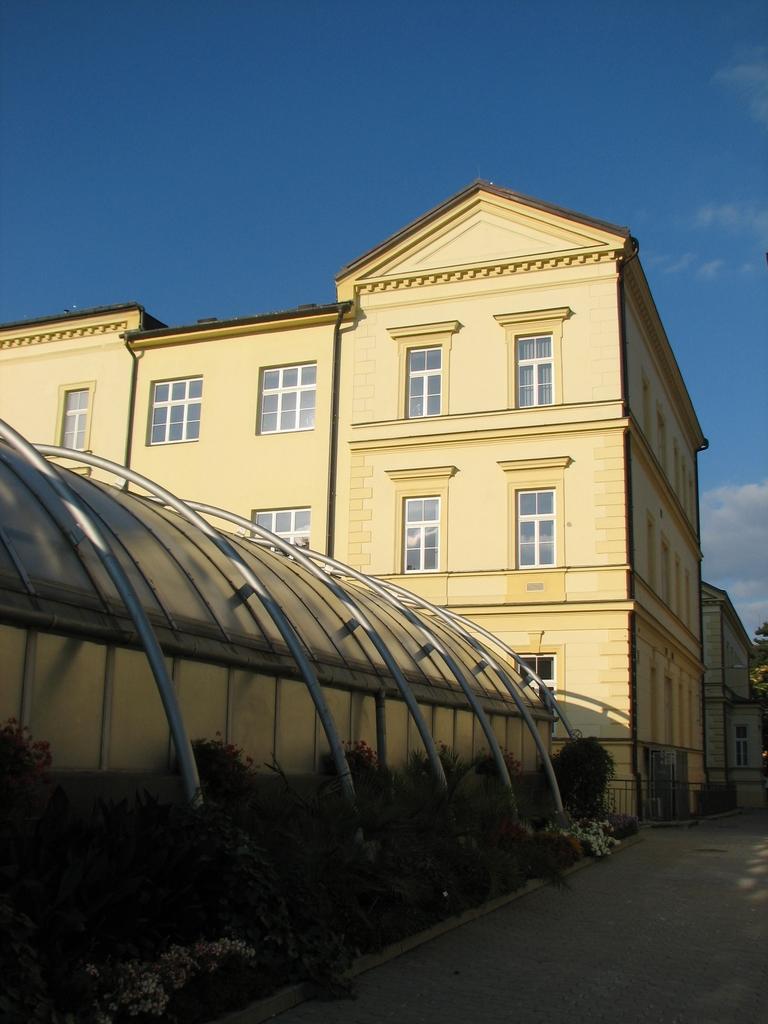
Pohled na jednu z budov z přilehlé botanické zahrady
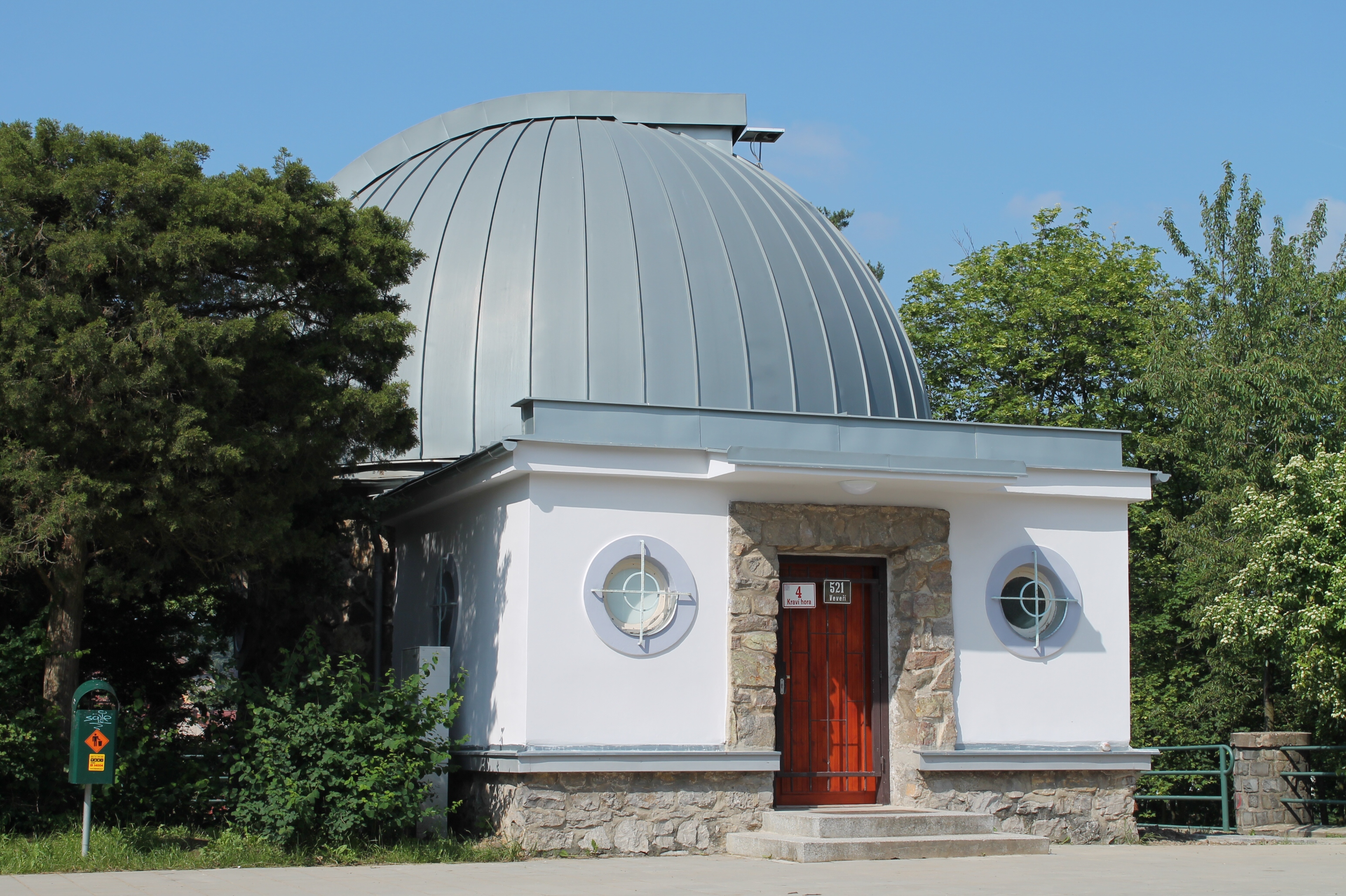
Bývalá univerzitní observatoř na Kraví hoře